# Bassus sulcatus
Bassus sulcatus är en stekelart som först beskrevs av Granger 1949.  Bassus sulcatus ingår i släktet Bassus och familjen bracksteklar. Inga underarter finns listade.